# المكتبة المتخصصة في الإسلام وإيران
المكتبة المتخصصة في الإسلام وإيران مكتبة تأسست في عام 1995 في مدينة قم بإيران. تحتوي هذه المكتبة على مصادر خاصة بتاريخ إيران وتاريخ الإسلام. المكتبة هي أول مكتبة تاريخية متخصصة في إيران وأكبر مكتبة تاريخية متخصصة في الشرق الأوسط والمكتبة الوحيدة المتخصصة في التاريخ والإسلام في الشرق الأوسط.

## الخلفية التاريخية
إن قلة المصادر في المجالات التاريخية في حوزة قم والحاجة الماسة في هذا المجال، أدت إلى تأسيس المكتبة المتخصصة في الإسلام وإيران على أساس الاتجاهين الإسلامي والإيراني لتعزيز وتنشيط المناقشات والدراسات التاريخية في تشرين الأول 1995 في مدينة قم الإيرانية. لقد خضعت المكتبة المتخصصة في الإسلام وإيران لتغييرات خلال السنوات الخمس والعشرين الماضية بما في ذلك تغيير موقع المكتبة أربع مرات. وعلى مر السنين، أضافت الأعمال التاريخية المنشورة حديثًا من العديد من المعارض الدولية في سوريا ومصر والمغرب ومكة والمدينة وجدة ، ودول عربية وغير عربية إسلامية ودول غير إسلامية، إلى مجموعة المكتبة لتغطية مواضيع الإسلام.

## انتساب
المكتبة المتخصصة بالإسلام وإيران تابعة لمكتب السيد علي السيستاني الذي يشرف عليه السيد جواد الشهرستاني. يتولى رسول جعفريان إدارة المكتبة.

## المجموعة
تم افتتاح المكتبة بحوالي 4000 كتاب، ولكن الآن، يوجد أكثر من 224000 كتاب ومجلة في المجموعة. تتوفر في المكتبة كتب ومجلات بـ 9 لغات (الفارسية، العربية، الإنجليزية، الفرنسية، الألمانية، الصينية، العبرية، الهندية التركية الإسطنبولية).

### التصنيف
إن نوع التصنيف موضوعي بحيث تُقسم الفترات والمناطق التاريخية جغرافيًّا حسب احتياجات مستخدمي المكتبة وتشكيل موضوعات مختلفة. وبالإضافة إلى ذلك، تُقسم الموضوعات الهامشية وفقًا للفروع العلمية المعروفة في مقرر التاريخ. حتى الآن، قُسمَت الكتب إلى 89 موضوعًا فرعيًا بما في ذلك:
1. تاريخ الإسلام
2. تاريخ إيران
3. السيرة النبوية
4. الإمامة
5. علي بن أبي طالب
6. فاطمة بنت محمد
7. الحسن بن علي
8. الحسين بن علي
9. علي بن الحسين زين العابدين
10. محمد الباقر
11. جعفر الصادق
12. موسى الكاظم
13. علي الرضا
14. محمد الجواد
15. علي الهادي
16. الحسن العسكري
17. المهدي بن الحسن
18. أذربيجان
19. الأدب العربي
20. الأدب الفارسي
21. رسول جعفريان
22. وثائق
23. آسيا الوسطى
24. أصفهان
25. أفغانستان والهند
26. اقتصاد
27. الولايات المتحدة
28. الأنساب والعائلات
29. الثورة الإسلامية
30. روح الله الخميني
31. إيران القديمة
32. العقيدة البهائية
33. رضا شاه بهلوي
34. محمد رضا بهلوي
35. تاريخ الأديان
36. تاريخ أوروبا
37. تاريخ الأنبياء
38. تاريخ الشيعة
39. تاريخ التصوف
40. التسلسل الزمني لطهران
41. تاريخ العالم
42. تاريخ الدول
43. تاريخ العراق
44. تاريخ العلوم
45. تاريخ مصر
46. تاريخ الصحافة
47. التأريخ
48. ترجمة الدراسات
49. ترجمة عامة
50. تركيا
51. طهران
52. الجزيرة العربية
53. جغرافيا إيران
54. جغرافيا عامة
55. الحركات
56. حرب إيران والعراق
57. جنوب إيران
58. حكايات تاريخية
59. خراسان الكبرى وسيستان وبلوشستان
60. الخلافة والدولة
61. الخليج الفارسي
62. نساء
63. أدب الرحلات
64. بلاد الشام
65. شرق آسيا
66. من الدولة الصفوية إلى الدولة الزندية
67. عرب معاصرون
68. العلوم الاجتماعية
69. غرب إيران
70. ثقافة وحضارة
71. ثقافات
72. فلسطين
73. الدولة القاجارية
74. القوقاز وروسيا
75. قم
76. المراجع
77. الأكراد وكردستان
78. كرمان ويزد
79. دول أفريقية
80. جيلان ومازندران
81. اللاتينية
82. المجلات
83. مجموعة ومذكرات
84. الحديث
85. الثورة الدستورية الفارسية
86. المغرب والأندلس
87. مجهول
88. الحركة الوطنية
89. الفن

## طالع أيضًا
- مكتبة مرعشي النجفي
- المكتبة الوطنية الإيرانية

## روابط خارجية
- تقرير مصور: الذكرى العشرون للمكتبة المتخصصة بالإسلام وإيران